# Jason Cambitzis
Jason Cambitzis (ur. 3 czerwca 1963) – zimbabwejski strzelec, olimpijczyk. 
Startował na igrzyskach w 1980 roku (Moskwa). Zajął 33. miejsce w trapie. 
Jest najmłodszym strzelcem z Zimbabwe, który wziął udział w letnich igrzyskach olimpijskich.

## Wyniki olimpijskie
| Igrzyska | Konkurencja | Wynik       | Miejsce | Źródło |
| -------- | ----------- | ----------- | ------- | ------ |
| IO 1980  | Trap        | 165 punktów | 33      | [ 2 ]  |